# Glaukonit
Glaukonit – minerał z gromady krzemianów, zaliczany do minerałów ilastych. Jest pospolity i szeroko rozpowszechniony. Ma zmienny skład chemiczny.
Nazwa pochodzi z gr. glaukos = niebieskozielony, niebieskawy i nawiązuje do charakterystycznej barwy tego minerału.

## Właściwości
Tworzy niewielkie kryształy o pokroju drobnopłytkowym, listewkowym lub łuseczkowym. Przeważnie występuje w postaci drobnych, okrągławych ziaren o średnicy dochodzącej do 1,5 –2,0 mm. Często tworzy skupienia oolitowe, sferolityczne i ziemiste. Jest miękki, przeświecający, barwny – przeważnie w odcieniach zielonych.

## Występowanie
Pospolity składnik osadów morskich szelfowych – powstaje do około 1000 m głębokości. Spotykany niekiedy w znacznej ilości w piaskach, piaskowcach – tzw. piaski i piaskowce glaukonitowe – glaukonityty. Także w marglach, wapieniach, mułowcach.
Miejsca występowania: Wielka Brytania – Kent, Anglia, Francja, Szwecja, Włochy – Grognardo.
W Polsce występuje pospolicie na Opolszczyźnie i Roztoczu. Stwierdzono je też w otworach wiertniczych na Suwalszczyźnie, na Podlasiu, na Lubelszczyźnieoraz w okolicach Kruszyna.

## Zastosowanie
Wybrane zastosowania glaukonitu:
- surowiec do produkcji pigmentów, barwienia szkła i ceramiki
- jako nawóz mineralny zawierający m.in. potas, magnez i żelazo
- do filtrowania i oczyszczania wody pitnej
- jako wymieniacz jonowy